# Depilation

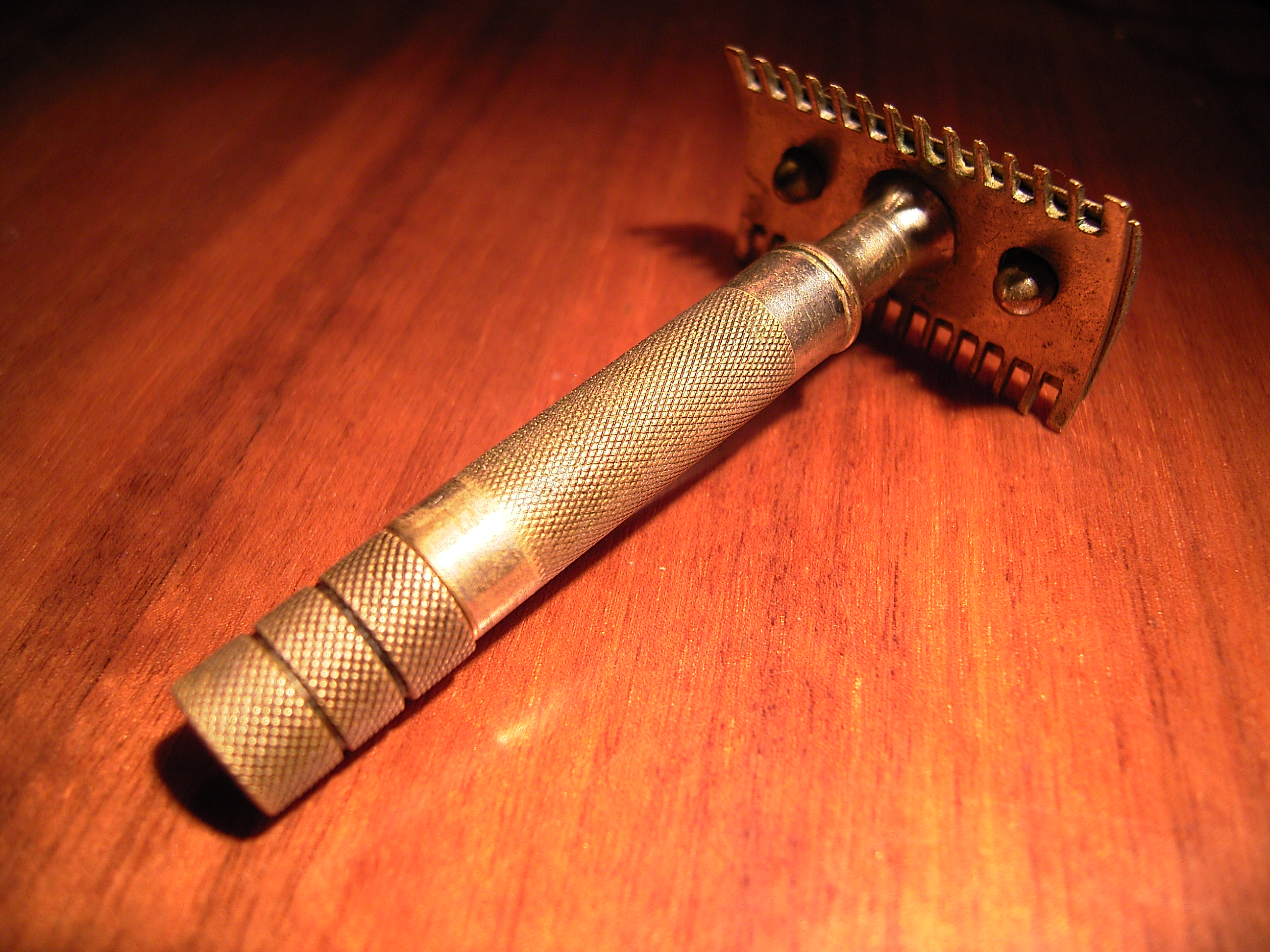
Rasierhobel

Der Begriff Depilation bezeichnet mehrere Verfahren der Haarentfernung, bei denen nur der sichtbare Teil des Haares außerhalb der Haut entfernt wird.
Die gängigste Depilationsmethode ist die Rasur. Verbreitet ist auch die Anwendung chemischer Mittel, etwa von Enthaarungscreme. Bei beiden Methoden wächst das Haar innerhalb kurzer Zeit wieder nach.
Im Unterschied zur Depilation wird bei der Epilation das Haar mitsamt der Haarwurzel entfernt, entweder temporär oder permanent. Depilationen wurden bereits in der Antike durchgeführt.

## Körperteile

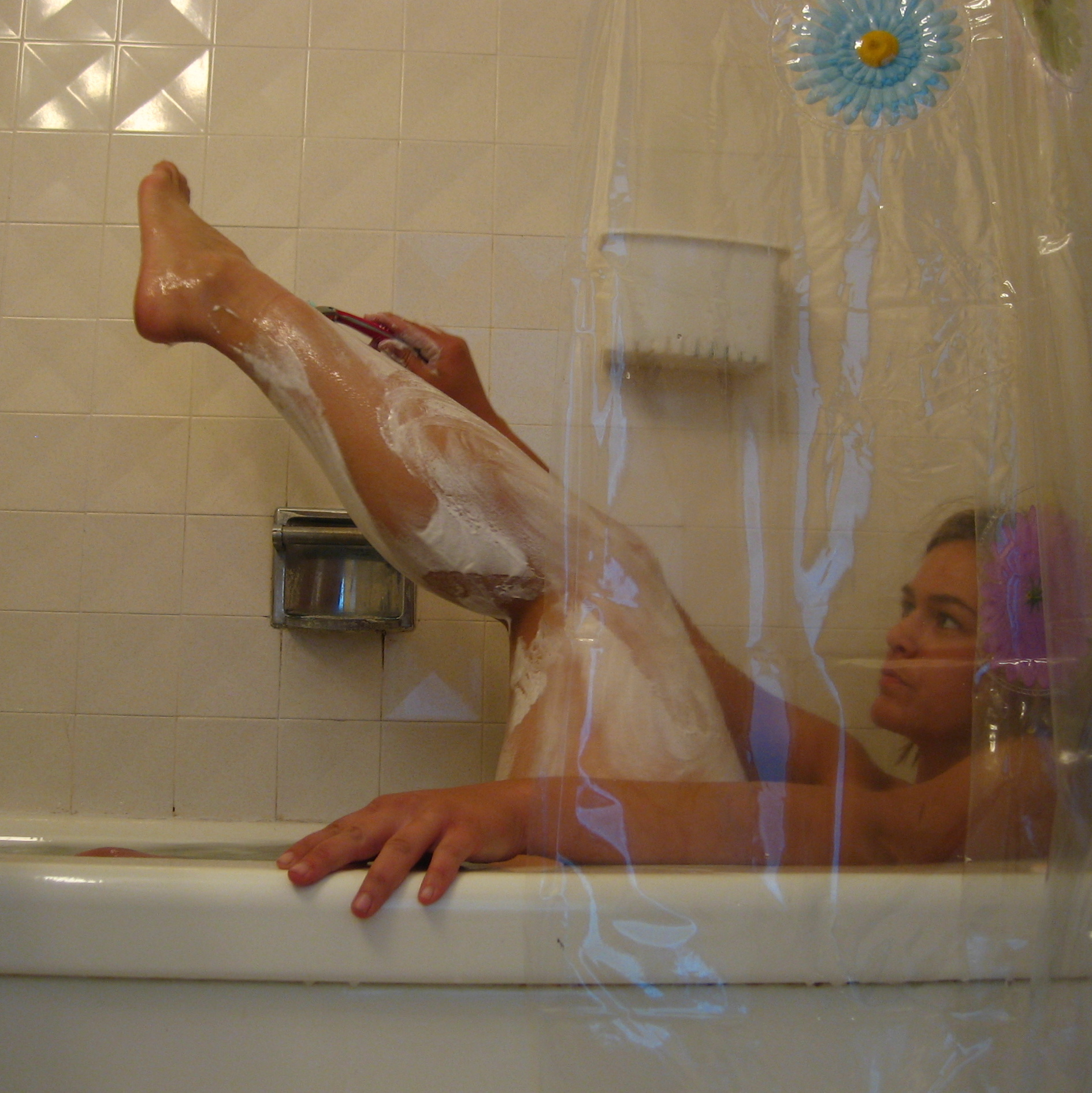
Depilation der Unterschenkel

Jede behaarte Haut kann depiliert werden. Die Rasur des Kopfhaars ist beispielsweise bei buddhistischen Mönchen üblich, bei christlichen Mönchen als Teilrasur in Form der Tonsur und bei Skinheads als Ausdruck der Zugehörigkeit zur Gruppe.
Die Rasur der Körperbehaarung, insbesondere der Achselhaare und der Beinhaare, ist vor allem bei Frauen weit verbreitet. Die Intimrasur, traditionell in einigen Kulturen ebenfalls vor allem bei Frauen beliebt, beginnt zurzeit auch im Westen immer mehr Anhänger zu finden. Die Armrasur findet sich vergleichsweise selten, meistens nur im Zusammenhang mit der Ganzkörperhaarentfernung.

## Methoden
Bei der Rasur wird das Haar mit einer sehr scharfen Klinge (Rasierklinge) unmittelbar an seiner Austrittsstelle aus der Haut abgeschnitten. Die entsprechenden Verfahren sind die Nassrasur mit Rasierschaum oder -gel und die Trockenrasur mit einem elektrischen Rasierapparat.
Ferner wendet man auch chemische Enthaarungsmittel in Form von Creme, Lotion oder Schaum an. Die darin enthaltenen alkalischen Wirkstoffe (ca. pH 12) spalten die Peptidbindungen und Disulfidbrücken des Haarkeratins auf. Der außerhalb der Haut gelegene Teil des Haars zerfällt und wird abgetrennt. Die Haarwurzel wird davon nicht betroffen und neues Haar wächst sofort wieder nach.
Als Wirkstoffe werden Salze der Thioglycolsäure und der Thiomilchsäure eingesetzt. Die Anwendung dieser Stoffe wird hinsichtlich der Einsatzmenge und Höhe des pH-Wertes der Formulierungen durch die EG-Kosmetik-Richtlinie geregelt. Nach der Anwendung der Präparate ist gründliches Abwaschen mit Wasser erforderlich. Sauer (ca. pH 4) eingestellte Nachbehandlungs-Präparate helfen bei der Neutralisierung.

## Vergleich zur Epilation
Die Depilation hat gegenüber der Epilation den Nachteil, dass das Haar sehr rasch wieder nachwächst und erneut depiliert werden muss. Die Depilation mit dem Rasierer oder Enthaarungscreme ist dafür sehr einfach durchzuführen und schmerzfrei, zum Beispiel in der Dusche oder der Badewanne.